# Dayah Usi
Dayah Usi is een bestuurslaag in het regentschap Pidie van de provincie Atjeh, Indonesië. Dayah Usi telt 649 inwoners (volkstelling 2010).